# Min Hyun-sik
Min Hyun-sik (en hangul, 민현식; en hanja, 閔賢植) (Gyeongsang del Sur, 21 de octubre de 1946), también escrito Min Hyeon-sik, es un arquitecto surcoreano.

## Biografía
Min Hyun-sik nació en 1946 en las proximidades de Masan, Gyeongsang del Sur. En 1970 obtuvo la licenciatura en Arquitectura por la Universidad Nacional de Seúl y, después de trabajar en diversos estudios, en 1989 se marchó a Londres (Reino Unido) para completar su formación en la Architectural Association School of Architecture.
En 1992 regresaría a Corea del Sur para montar su propio estudio de arquitectura, H. Min Architect and Associates, y ocuparse de diversos proyectos en su país natal. En 1997 fue uno de los profesionales que ayudó a establecer la Escuela de Artes Visuales en la Universidad Nacional de Artes de Corea, de la que además ha sido decano entre 2004 y 2006.
La obra de Min Hyun-sik se ha centrado en la recuperación de espacios urbanos y la creación de centros educativos. Algunos de sus primeros trabajos en solitario, como el Conservatorio Nacional de Música Clásica de Corea (1988) o el albergue para empleados de Sindoricoh en Qingdao (1991), le dieron relevancia a nivel nacional. A ellas le siguieron el diseño completo de la Universidad Nacional Coreana del Patrimonio Cultural, las nuevas instalaciones la Universidad de Daejeon y diversos proyectos urbanísticos en Gwangju (Gwangju, the Capital City of Asian Culture), Suwon (Suwon, Historical and Cultural City) y Paju.
Su obra ha sido presentada en foros como la Bienal de Venecia (1996, 2000 y 2002), la Universidad de Pensilvania (2003) y el Foro de Arquitectura Aedes en Berlín (2005). En 2006 recibió el título honorífico «FAIA» del Instituto Americano de Arquitectos.